# Microsoft Silverlight
Silverlight je zastaralá aplikační platforma vytvořená společností Microsoft, která je určena pro vývoj businessových a multimediálních aplikací (RIA). Aplikace psané pomocí této technologie mohou běžet v rámci webového prohlížeče Internet Explorer. Dříve mohly běžet i v dalších prohlížečích jako Mozilla Firefox, Safari a Google Chrome, nebo v režimu „out of browser“, tedy ve vlastním okně mimo prohlížeč. Od r. 2012 není tato platforma dále rozvíjena.
Uživatelské rozhraní se typicky definuje pomocí deklarativního programovacího jazyka XAML, který kromě vzhledu uživatelského rozhraní může popisovat například i animace a vazby na data. Jedna z nejsilnějších stránek Silverlightu je přehrávání videa. V posledních verzích ale přibylo mnoho funkcí, které je možné využít při tvorbě business aplikací, například různých webových informačních systémů. Silverlight podporuje video v HD kvalitě a kodek VC-1, který využívá HD DVD i Blu-ray.
Jako vývojové prostředí se používá Visual Studio, ale je možno použít i opensourceové řešení Eclipse4SL.

## Verze 1
Jako programovací jazyk pro aplikační logiku používá Javascript. Tato verze byla vytvářená pod přezdívkou Windows Presentation Foundation/Everywhere (WPF/E) a byla vypuštěna v roce 2007. Zahrnující základní složky frameworku, díky kterému obsahuje vlastní uživatelské rozhraní, grafiku, animace, možnost přehrávání médií (audio/video), obrázky aj.
Tato verze sestává z následujících součástí:
- Input (vstup) - ovládání vstupu zařízení, jako je klávesnice, myš, tablet...
- UI core (jádro uživ. rozhraní) - spravování a vykreslování bitmapových obrázků (zahrnuje i obrázky JPEG, vektorovou grafiku, texty a animace).
- Media - přehrávání MP3, WMA, WMV7, WMV8, a WMV9/VC-1.
- XAML - povolení programovacího jazyka XAML k úpravě/vytvoření nového uživ. rozhraní.

V této verzi vypadá spouštění a fungování následovně:
Při spuštění Silverlightu se nejdříve načte Silverlight control z HTML stránky, která následovně načte soubor XAML. Soubor XAML obsahuje plátno, které slouží jako podklad pro další elementy. Silverlight umožňuje nejrůznější množství geometrických útvarů - od přímky, elipsy a podobných tvarů, až po texty, obrázky, média atp. Tyto elementy jsou následovně propoziciovány tak, abychom dosáhli chtěného vzhledu aplikace. Tyto možnosti mohou být také "zanimovány" tzv. Event triggers. Některé animace jsou přednastaveny, další mohou být vytvořeny jako součást již předdefinovaných. I pohyb myši/klávesnice může vyvolat Event (událost), která se může zpracovat různými scripty.

## Vlastnosti
- 2D Grafika a Obrázky (PNG, JPG)
- Audio
- Video
- Animace
- Text
- Práce se sítí
- HTTP Downloader
- Komunikace přes AJAX

## Verze 2
Původně se jednalo o verzi 1.1, která byla v listopadu 2007 přejmenována na 2.0. Zde je možné jako programovací jazyk využít C#, VB.NET, Javascript a IronPython a jsou k dispozici i standardní ovládací prvky, které ve verzi 1.0 citelně chybí.
Dostupné ovládací prvky (widgety):
- Tlačítko (Button)
- Zaškrtávací pole (CheckBox)
- Mřížka (DataGrid)
- Hyperlink
- Seznam (ListBox)
- Modal Popup / Alert
- Popup
- Indikátor průběhu (ProgressBar)
- Přepínač (RadioButton)
- ScrollViewer
- Šoupátko (Slider)
- Panel (TabControl)
- Plátno (Canvas layout)
- FileOpenDialog
- Grid layout
- Image
- ItemsControl (a.k.a. Repeater)
- StackPanel layout
- TextBlock
- TextBox (Single line)
- MediaElement
- MultiScaleImageElement

Dále verze 2.0 nově podporuje:
- WMA, zahrnující i WMA 10 Pro, podporující i multi-kanálové audio (5.1 aj.), které je však nedostupné a převedené na obyčejný stereo zvuk.
- Ochrana obsahu podporovaného Microsoft PlayReady DRM klientem
- Serverově zajištěný seznam skladeb ve Windows Media Services
- Přehrávaní média (audio/video) pomocí API.

Díky této poslední novince je přehrávač médii schopen vybrat bit-rate (kvalitu audia/video) na základě výkonnosti CPU
a celkového výkonu počítače. Verze 2 následovně nabízí omezený přístup k souborovému systému aplikacích pod ním vytvořených. Nalezená data se dají ovšem otevřít pouze v módu pro čtení a navíc je zakryto např. uživatelské jméno pro zachování anonymity apod. Funkce DeepZoom, technologie umožňující přirozeně přiblížit a oddálit obrázek kolečkem myši. Obrázky se mohou zvětšovat od 2 nebo 3 megapixelů až po gigapixel. Nově přidává .NET Framework Windows Presentation Foundation (WPF) pro vytvoření nového, bohatšího a lepšího uživ. prostředí podporující dokumenty, média (audio/video), animace, objekty WPF apod. Také přináší více než 30 možností, jak takové prostředí ovládat (textová okna, zaškrtávací pole, posuvníky, „ScrollViewer“, kalendář aj.), viz ovládací prvky.

## Verze 3
Verze 3 byla ohlášena 12. září 2008, v Amsterdamu a téměř rok poté, 9. července, byla vydána finální verze.
Silverlight 3 přináší další možnosti ovládání uživ. prostředí, např.: datové mřížky, prohlížení stromové struktury, nejrůznější panely a datový formulář. Verze 3 také podporuje přesměrování pomocí hypertextových odkazů a tzv. deep-linking (odkazování přímo na specifickou stránku).
Nově nabízí podporu Advanced Audio Coding, H.264 (video), možnost přehrávání HD video (1080p), podpora Pixel Shaderů a možnosti předělání 2D do 3D. Kvůli všem těmto graficky náročným operacím podporuje nyní Silverlight i využívání grafické karty, GPU. Verze 3 přináší tzv. „element-to-element“ provázání = jeden element (tlačítku) může být napojen na druhý element (posuvník) tvořící tak nové ovládání. Dokonce je od této verze možné aplikaci spouštět i mimo okno prohlížeče, jako klasickou aplikaci (takzvaný out-of-browser). A v neposlední řade podpora SEO.

## Verze 4
Verze 4 byla oznámena dne 18. listopadu 2009 na události Professional Developers Conference v Los Angeles a následně 15. dubna 2010 vydáno konečná verze.
Verze 4 nově nabízí:
- Využití webových kamer a mikrofonů.
- Podpora off-line přehrávání chráněného obsahu .
- Funkce renderování HTML obsahu v oknech aplikací.
- 60 nových ovládacích prvků.
- Plná podpora tisku.
- Zlepšená funkčnost bindingu.
- Vylepšené formátování textu.
- Možnosti přidělení vyššího oprávnění.
- Podpora pro snazší tvorbu RIA aplikací.
- Tzv. drag'n'drop podpora (např. přetahování souborů z jedné složky do druhé).
- Nové a vylepšené funkce již zavedených datových mřížek a obohacených textových okének (RichTextBox).
- Obohacení funkce DeepZoom.
- Vylepšené využití myši, pravého a středního tlačítka.
- Podpora Google Chrome prohlížeče.
- Podpora tisknutí obsahu.

V neposlední řade tato verze vylepšuje i out-of-browser klienta následujícími novinkami:
- Plná podpora klávesnice při režimu celá obrazovka.
- Programovatelný přístup k uživatelským dokumentům.
- Podpora pro Component Object Model.

## Verze 5
Verze 5 byla oznámena dne 2. prosince 2010 na události Silverlight Firestarter. První beta vydání 5. verze by mělo být v první polovině roku 2011 a v druhé polovině je naplánováno vydání finální verze. Mezi nejzajímavější novinky ve verzi 5 patří:
- Podpora 64bitových systémů.
- Nové funkce pro přehrávání multimediálního obsahu.
- Využití procesoru grafické karty (GPU) pro realizaci 2D a 3D obsahu (hardwarová akcelerace H.264).
- Vylepšená podporu pro DRM.
- Lepší podporu dálkových ovladačů při přehrávání médií a další.
- Rychlejší start aplikace.
- Možnost debugu (zobrazení a možnost upravovat zdrojový kód) dat bindingu (vázání) a vkládat ladící body do takovýchto bindingů.
- Upravitelná rychlost spuštěného média (audio/video) s automatickou úpravou zvuku (doladění).
- Zjasnění textu (lepší čitelnost).

## Svobodná alternativa
V rámci projektu Mono byl Novellem za podpory Microsoftu vyvíjen Moonlight, svobodná implementace Silverlightu.